# Медаль Гражданской обороны «За верную службу»
Медаль Гражданской обороны «За верную службу» – ведомственная награда Гражданской обороны Королевства Норвегия.

## История
Медаль Гражданской обороны «За верную службу» была учреждена в 1990 году в целях поощрения служащих территориальных сил гражданской обороны, отслуживших не менее 200 дней в сухопутных частях Вооружённых сил, или военно-морских силах, или военно-воздушных силах. При каждом очередном призыве на военную переподготовку на ленту медали крепится позолоченная пятиконечная звёздочка, но не более трёх.
| Планки медали с накладками | Планки медали с накладками | Планки медали с накладками | Планки медали с накладками |
| -------------------------- | -------------------------- | -------------------------- | -------------------------- |
|                            |                            |                            |                            |

С 2011 года статут медали предполагает пятиконечные звезды белого металла:
| Планки медали с накладками | Планки медали с накладками | Планки медали с накладками | Планки медали с накладками |
| -------------------------- | -------------------------- | -------------------------- | -------------------------- |
|                            |                            |                            |                            |

## Описание
Медаль круглой формы из бронзы.
Аверс несёт эмблему территориальных сил гражданской обороны Норвегии: два перекрещенных топорика поверх лаврового венка.
Реверс – надпись по окружности: «HEIMEVERNET – FOR FRED OG FRIHET» (Ополчение – За мир и свободу).
Лента медали шёлковая муаровая 35 мм. шириной зелёного цвета с десятью тонкими полосками жёлтого цвета.